# Arkona
Arkona, også kaldet Jaromars Borg (tysk: Jaromarsburg), var vendernes borg på Rügen, og et kultsted for guden Svantevit, der dyrkedes i form af en kæmpemæssig træstatue, som af Saxo Grammaticus er beskrevet som havende 4 hoveder. Borgen var naturligt beskyttet i form af en næsten lodret klinteskrænt ned mod Østersøen. På landsiden var der anlagt en kredsformet jordvold.
I 1136 erobredes borgen af Erik 2. Emune, og de slaviske vendere tvangsdøbtes, men så snart ledingsflåden forlod området, genoptog man den gamle religion, og fæstningen tilbageerobredes.
I 1168 angreb og erobrede Valdemar den Store sammen med biskop Absalon og hans bror Esbern Snare borgen, og tilintetgjorde det store gudebillede. Øen gjordes til et dansk len, og der byggedes kirker, som med pavens godkendelse lagdes ind under Roskilde Stift.
Vest for Kap Arkona ses Königstreppe (= Kongetrappen), med 230 trin opad den 42 meter høje klint. Navnet er til minde om Frederik 2. af Sverige fra den tid, da Rügen var svensk. I 1833, da var Rügen blevet preussisk, fik Frederik Wilhelm 3. af Preussen anlagt en landingsplads og en trappe til ære for dampskibet Hercules, der deltog i den kejserlige russiske kronometer-ekspedition.  Fra dette punkt blev den første telegrafkabel lagt under Østersøen over til Sverige i 1865. Egnen begyndte at tiltrække sig turister, der ofte lagde til ved landingspladsen ud for trappen. Den blev dog helt raseret under stormfloden i 1953; men en ny Königstreppe stod færdig i 1995 på det samme historiske sted. I 2012 blev den igen så beskadiget, at den i 2017 stadig er afspærret. 
I 1927 blev navnet brugt til en tysk ocean liner, Cap Arcona.
Ønsker man at besøge resterne af Arkona-fæstningen og kommer dertil i bil, skal bilen parkeres nogle kilometer væk. Man kan dernæst gå, cykle eller tage med det særlige såkaldte "arkonatog"  ud til Kap Arkona, der er kendetegnet ved tre fyrtårne. I 2008 blev det forbudt at gå ind på selve fæstningsområdet, da der er fare for nedstyrtning på grund af havets erosion.